# أولاد موسى (مصر)
قرية أولاد موسى هي إحدى القرى التابعة لمركز أبو كبير في محافظة الشرقية في جمهورية مصر العربية. حسب إحصاءات سنة 2006، بلغ إجمالي السكان في أولاد موسى 15905 نسمة، منهم 7837 رجل و8068 امرأة.

## التاريخ
قرية أولاد موسى من القرى القديمة، حيث وردت باسم «طنيجير» في أعمال الشرقية ضمن قرى الروك الناصري التي أحصاها ابن الجيعان في كتاب «التحفة السنية بأسماء البلاد المصرية». وفي العصر العثماني وردت باسم «طنيجير» في التربيع العثماني الذي أجراه الوالي العثماني سليمان باشا الخادم في عصر السلطان العثماني سليمان القانوني ضمن قرى ولاية الشرقية، وفي تاريخ 1228هـ/1813م الذي عدّ قرى مصر بعد المسح الذي قام به محمد علي باشا باسم «طناجر القطاوية أولاد موسى» ضمن قرى مديرية الشرقية.